# Dothideodiplodia agropyri
Dothideodiplodia agropyri är en svampart som beskrevs av Murashk. 1927. Dothideodiplodia agropyri ingår i släktet Dothideodiplodia, divisionen sporsäcksvampar och riket svampar.   Inga underarter finns listade i Catalogue of Life.